# Československá basketbalová liga 1964-1965
La Československá basketbalová liga 1964-1965 è stata la 37ª edizione del massimo campionato cecoslovacco di pallacanestro maschile. La vittoria finale è stata ad appannaggio della Dynamo Praga.

## Risultati

### Stagione regolare
|     | Squadra                  | G  | V  | P  | PF   | PS   | Pt. | Qualificazione |
| --- | ------------------------ | -- | -- | -- | ---- | ---- | --- | -------------- |
| 1.  | Dynamo Praga             | 32 | 29 | 3  | 2803 | 2146 | 61  |                |
| 2.  | Spartak ZJŠ Brno         | 32 | 28 | 4  | 2857 | 2092 | 60  |                |
| 3.  | Iskra Svit               | 32 | 23 | 9  | 2554 | 2092 | 55  |                |
| 4.  | Slovan Orbis Praga       | 32 | 18 | 14 | 2353 | 2312 | 50  |                |
|     |                          |    |    |    |      |      |     |                |
| 5.  | Spartak Praga Sokolovo   | 32 | 21 | 11 | 2445 | 2332 | 53  |                |
| 6.  | Dukla Olomouc            | 32 | 20 | 12 | 2474 | 2357 | 52  |                |
| 7.  | Slovan Bratislava        | 32 | 15 | 17 | 2146 | 2281 | 47  |                |
| 8.  | Spartak Tesla Žižkov     | 32 | 13 | 19 | 2357 | 2296 | 45  |                |
|     |                          |    |    |    |      |      |     |                |
| 9.  | Tatran Ostrava           | 32 | 17 | 15 | 2380 | 2378 | 49  |                |
| 10. | Lokomotíva Prešov        | 32 | 11 | 21 | 1971 | 2339 | 43  |                |
| 11. | Pardubice                | 32 | 10 | 22 | 2091 | 2464 | 42  | retrocesse     |
| 12. | Spartak 1. brněnská Brno | 32 | 6  | 26 | 2069 | 2427 | 38  | retrocesse     |
|     |                          |    |    |    |      |      |     | retrocesse     |
| 13. | VSS Košice               | 26 | 5  | 21 | 1731 | 2002 | 31  | retrocesse     |
| 14. | Lokomotiva Liberec       | 26 | 2  | 24 | 1721 | 2270 | 28  | retrocesse     |

| Československá basketbalová liga 1964-1965 |
| ------------------------------------------ |
| Dynamo Praga 1º titolo                     |

## Formazione vincitrice
| N° | Naz.                      | Ruolo | Sportivo        |  | Alt. |  |
| -- | ------------------------- | ----- | --------------- |  | ---- |  |
|    | Cecoslovacchia (bandiera) | C     | Jiří Zídek      |  | 206  |  |
|    | Cecoslovacchia (bandiera) |       | Jiří Růžička    |  | 186  |  |
|    | Cecoslovacchia (bandiera) | P     | Karel Baroch    |  |      |  |
|    | Cecoslovacchia (bandiera) | A     | Jiří Ammer      |  |      |  |
|    | Cecoslovacchia (bandiera) |       | Jiří Zedníček   |  | 193  |  |
|    | Cecoslovacchia (bandiera) |       | Jiří Šťastný    |  | 193  |  |
|    | Cecoslovacchia (bandiera) |       | Jaroslav Křivý  |  |      |  |
|    | Cecoslovacchia (bandiera) |       | Jaroslav Kovář  |  |      |  |
|    | Cecoslovacchia (bandiera) | P     | Jiří Konopásek  |  | 178  |  |
|    | Cecoslovacchia (bandiera) |       | Josef Kraus     |  |      |  |
|    | Cecoslovacchia (bandiera) |       | Jiří Lizálek    |  |      |  |
|    | Cecoslovacchia (bandiera) |       | Tomáš Kadeřábek |  |      |  |
|    | Cecoslovacchia (bandiera) |       | Petr Janovský   |  |      |  |
|    | Cecoslovacchia (bandiera) |       | Vladimír Knop   |  |      |  |
|    | Cecoslovacchia (bandiera) | All.  | Jaroslav Šíp    |  |      |  |

## Fonti
- Ing. Pavel Šimák: Historie československého basketbalu v číslech (1932-1985), Basketbalový svaz ÚV ČSTV, květen 1985, 174 stran
- Ing. Pavel Šimák: Historie československého basketbalu v číslech, II. část (1985-1992), Česká a slovenská basketbalová federace, březen 1993, 130 stran
- Juraj Gacík: Kronika československého a slovenského basketbalu (1919-1993), (1993-2000), vydáno 2000, 1. vyd, slovensky, BADEM, Žilina, 943 stran
- Jakub Bažant, Jiří Závozda: Nebáli se své odvahy, Československý basketbal v příbězích a faktech, 1. díl (1897-1993), 2014, Olympia, 464 stran